# Ponte Alta do Norte
Ponte Alta do Norte es un municipio brasileño del estado de Santa Catarina. Tiene una población estimada al 2021 de 3 426 habitantes.
El nombre de la ciudad se debe a un puente del lugar conocido como Arroio Ponte Alta.

## Historia
Los primeros residentes de la localidad fueron Francisco Pires y su familia, arriero de Sorocaba, São Paulo, se estableció en 1850. Hacia 1924, la localidad recibió inmigración italiana.
La localidad vivió un auge en su población tras la creación de la ruta BR-116 en 1940. Entre las décadas de 1950 y 1960 se explotó la araucaria de la localidad, madera que fue usada en la instalación de Brasilia. En 1958 pasó a ser distrito de Curitibanos con el nombre de Ponte Alta do Norte. Se emancipó el 30 de marzo de 1992.